# Rhyssa alpina
Rhyssa alpina là một loài tò vò trong họ Ichneumonidae.